# Дорчестерская находка
До́рчестерская нахо́дка (англ. Dorchester Pot), называемая иногда Дорчестерский горшок — металлический предмет, найденный разорванным пополам после взрыва в Митинг Хауз Хилл в Дорчестере, штат Массачусетс, в 1852 году. О находке сообщил аноним из «Бостон транскрип» в газете «Scientific American» от 5 июня 1852 года. Порода, внутри которой якобы находилась ваза, до взрыва располагалась на глубине 15 футов.
Как сообщил аноним, сосуд был колоколообразным, высотой 11,5 см. Диаметр нижней части — 16,5 см, а верхней — 6 см. Сосуд был сделан из сплава цинка и серебра. На вазе были отчётливо видны инкрустации в виде цветов, а в нижней части — виноградной лозы. Обе инкрустации были сделаны из серебра. О возрасте вазы аноним умолчал.

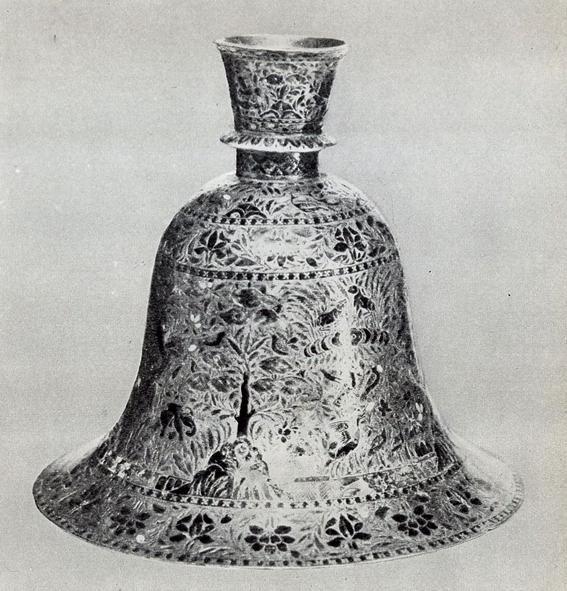
Аналогичный индийский канделябр, XIX век

Как отмечают археологи Кит Фицпатрик-Мэттьюс и Джеймс Доузер:

Трудно понять, почему кто-либо мог бы отнестись к этому сообщению серьёзно. Во-первых, предмет был найден среди щебня, никаких доказательств, что он когда-либо был в скале, не было. Итак, почему это предположение было сделано? Во-вторых, ясно, что это подсвечник викторианского стиля. Почему кто-либо в 1852 считал, что предмету больше, чем несколько лет? На эти вопросы теперь нельзя ответить, но они ясно демонстрируют доверчивость тех, кто обнаружил этот предмет и сообщил о нём.
Оригинальный текст (англ.)It is difficult to understand why anyone might take this report seriously. Firstly, it was found among rubble, with no proof that it was ever inside the rock. So why was that assumption made? Secondly, it is clearly a candlestick of obviously Victorian style. Why would anyone in 1852 believe that it was more than a few years old? These are questions that cannot now be answered, but they clearly demonstrate the credulity of those who discovered and reported it.
— http://www.badarchaeology.net/data/ooparts/dorchester.php